# Steal This Album!
| Críticas profissionais | Críticas profissionais |
| Avaliações da crítica  | Avaliações da crítica  |
| Fonte                  | Avaliação              |
| ---------------------- | ---------------------- |
| Allmusic               | link                   |
| Rolling Stone          | link                   |
| E Online               | (B+) link              |
| PurMusik               | 3.5 de 5 estrelas.     |
| Kerrang                | 3 de 5 estrelas.       |

Steal This Album! é o terceiro álbum de estúdio da banda System of a Down, lançado em 26 de Novembro de 2002, com músicas que não entraram no álbum anterior, Toxicity. O motivo seria porque mais da metade das músicas do álbum não são composições novas, pois foram cantadas ao vivo antes do lançamento de Toxicity e a banda queria composições novas neste disco (Exceto a musica "X", tocada desde 1995).
Álbum com músicas inéditas, entre gravações feitas para o Toxicity e composições novas. O álbum é uma entre-safra do quarteto de descendentes de armênios. O nome do álbum é uma referência ao clássico da contracultura Steal This Book, de Abbie Hoffman.
Comentando a faixa "I-E-A-I-A-I-O", o baterista John Dolmayan afirmou que ela foi inspirada por um encontro que ele teve com o ator de Knight Rider David Hasselhoff em uma loja de bebidas em Los Angeles quando tinha por volta de 12 anos:
| “ | Ele estava tomando algo, não uma bebida alcoólica, um refrigerante ou algo assim. Ele estava saindo e eu não conseguia acreditar! Aqui estava um Knight Rider na minha frente! E eu disse, 'Knight Rider!' Eu devia ter 12 anos. Ele me olhou e disse, 'Ei garoto,' e meio que apontou o dedo [para mim] com um jeito caubói. Eu contei a história pro Serj, então as letras, 'Meeting John Dale's Jr. / Winked an eye and point a finger.' ('Encontrando John Dale's Jr. / Piscou um olho e apontou um dedo.' há um pouco de introspecção. | ” |

## Faixas
| N.º            | Título                                | Letras            | Música                                | Duração |  |
| 1.             | "Chic 'N' Stu"                        | Tankian           | Malakian, Tankian                     | 2:23    |  |
| 2.             | "Innervision"                         | Tankian           | Malakian, Tankian                     | 2:33    |  |
| 3.             | "Bubbles" (contém Arto Tunçboyacıyan) | Tankian           | Tankian                               | 1:56    |  |
| 4.             | "Boom!"                               | Tankian           | Malakian, Odadjian                    | 2:14    |  |
| 5.             | "Nüguns"                              | Tankian, Malakian | Malakian, Tankian                     | 2:30    |  |
| 6.             | "A.D.D." (American Dream Denial)      | Tankian           | Tankian                               | 3:17    |  |
| 7.             | "Mr. Jack"                            | Tankian, Malakian | Malakian, Tankian                     | 4:09    |  |
| 8.             | "I-E-A-I-A-I-O"                       | Tankian           | Tankian, Malakian, Odadjian, Dolmayan | 3:08    |  |
| 9.             | "36"                                  | Tankian           | Tankian                               | 0:46    |  |
| 10.            | "Pictures"                            | Tankian, Malakian | Malakian, Tankian                     | 2:06    |  |
| 11.            | "Highway Song"                        | Tankian, Malakian | Malakian, Tankian                     | 3:13    |  |
| 12.            | "Fuck the System"                     | Tankian           | Tankian                               | 2:12    |  |
| 13.            | "Ego Brain"                           | Tankian, Malakian | Malakian, Tankian                     | 3:21    |  |
| 14.            | "Thetawaves"                          | Tankian, Malakian | Malakian, Tankian                     | 2:36    |  |
| 15.            | "Roulette"                            | Tankian           | Malakian, Tankian                     | 3:21    |  |
| 16.            | "Streamline"                          | Tankian           | Malakian, Tankian                     | 3:37    |  |
| Duração total: | Duração total:                        | Duração total:    | Duração total:                        | 43:22   |  |

## Créditos
- Serj Tankian - vocal, teclados
- Daron Malakian - guitarra, vocal
- Shavo Odadjian - baixo, vocal de apoio
- John Dolmayan - bateria
  - Vocal adicional - Arto Tunçboyacıyan
  - Produzido - Rick Rubin e Daron Malakian
  - Mixado - Andy Wallace
  - Representação Mundial - Velvet Hammer Music e Management Group

## Capas alternativas

Edição europeia.
Disco de edição limitada. Arte por Odadjian.
Disco de edição limitada. Arte por Dolmayan.
Disco de edição limitada. Arte por Tankian.
Disco de edição limitada. Arte por Malakian.
CD promocional.